# A21 (Groot-Brittannië)
De A21 is een weg in het Verenigd Koninkrijk tussen Londen en Hastings in Sussex. De weg is 101 kilometer lang.

## Hoofdbestemmingen
De volgende hoofdbestemmingen (primary destinations) liggen aan de A21:
- Londen
- Bromley
- Sevenoaks
- Royal Tunbridge Wells
- Hastings